# Kieler Kloster

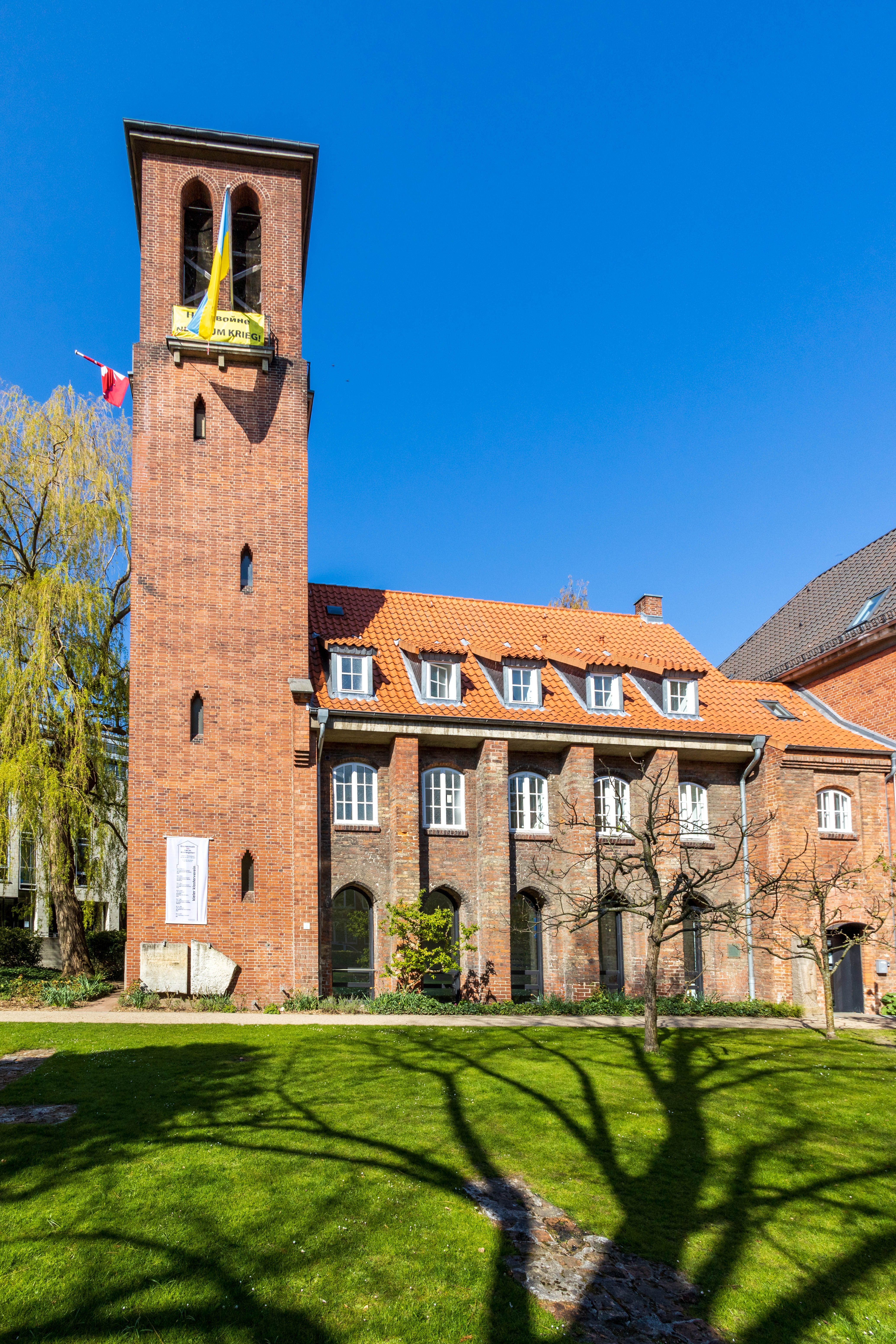
Theologisches Studienhaus Kieler Kloster

Als Kieler Kloster wird ein historisches Gebäude in der Stadtmitte von Kiel bezeichnet. Es steht am Ort eines 1242 gegründeten Franziskanerklosters, das in der Reformation unterging. Nach Kriegszerstörungen im Zweiten Weltkrieg wurde es in veränderter Form als Theologisches Studienhaus Kieler Kloster aufgebaut.

## Geschichte 1242 bis 1945

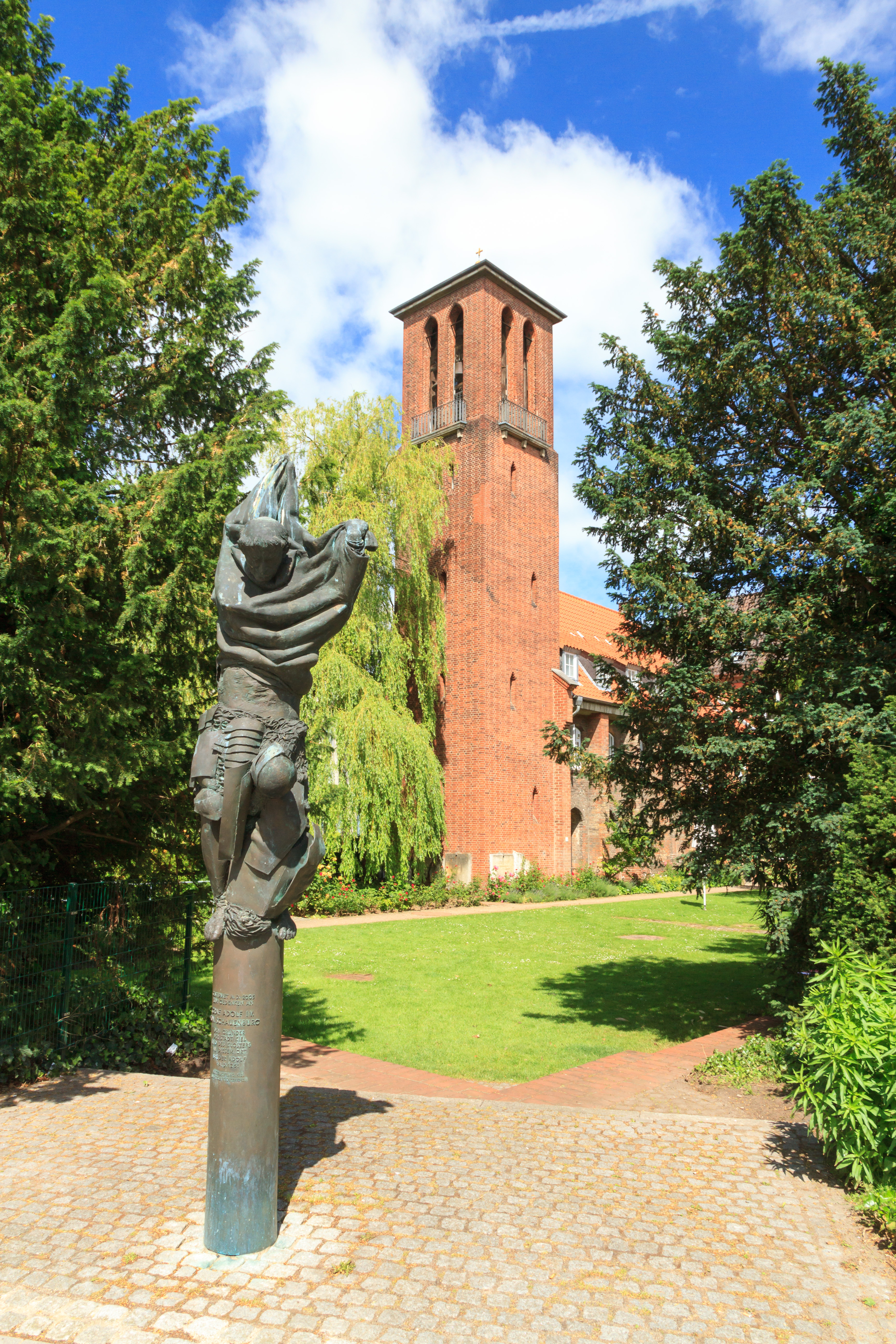
Statue gewidmet dem Kloster-Gründer Graf Adolf IV von Schauenburg

Im Jahr 1242, kurze Zeit nach der Gründung der Stadt, stiftete Adolf IV. von Schauenburg der Ordensprovinz Dacia des 1210 gegründeten Franziskanerordens das Kloster, in dem er ab 1245 selbst lebte; er war 1239 in Hamburg in den Franziskanerorden eingetreten, starb 1261 in Kiel und wurde in der Klosterkirche beigesetzt. Sein Grabstein konnte nach der Zerstörung der Kirche geborgen werden und befindet sich heute im Kreuzgang.
1480 nahmen die Franziskaner in Kiel auf Initiative des dänischen Königs und Herzogs von Holstein Christian I. die Martinianischen Konstitutionen des Ordens an, die eine Rückbesinnung auf das franziskanische Armutsideal bedeuteten. 1503 führte der Provinzvikar der Provinz Dacia, Andreas Glob, die Observanz im Kieler Konvent ein. Das Kieler Kloster bildete mit den Klöstern Lunden, Husum und dem Graukloster in Schleswig die Kustodie Holstein der Provinz Dacia und wurde 1520 mit diesen von der Ordensleitung der observanten Sächsischen Franziskanerprovinz vom Heiligen Kreuz (Saxonia) eingegliedert.

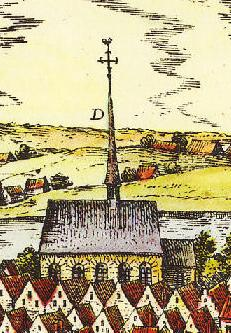
Kieler Kloster 1588

In der Reformationszeit wurde das Kloster am 13. Oktober 1530 durch Friedrich I. von Dänemark aufgelöst; acht ältere oder kranke Brüder erhielten ein Bleiberecht und wurden auf Kosten der Stadt versorgt. In das Gebäude zog eine Stadtschule mit Lehrerwohnungen. 1546 fand das im Mittelalter gegründete Heiliggeist-Hospital, ein Armen- und Pflegeheim, dort sein Zuhause (vgl. Kieler Stadtkloster).
1665 wurde das Kloster zur Gründungsstätte der Kieler Universität, die nach Herzog Christian Albrecht benannt ist. 1766 waren die Räumlichkeiten in so schlechtem Zustand, dass die Universität in das benachbarte Schloss umzog und das Kloster bis auf Refektorium und Kirche abgetragen wurde. Letztere wurde erst als Garnisons- und später als Universitätskirche benutzt.
Die Franziskaner der Sächsischen Provinz Saxonia kamen 1930 erneut nach Kiel und gründeten einen Konvent. Die Gebäude wurden 1944 bei einem Bombenangriff zerstört; ein neues Klosters wurde im Februar 1955 eingeweiht. Seit 1948/49 waren sie in der Studentenseelsorge tätig und bauten 1950 das Studentenheim „Haus Michael“ (abgerissen 2023). 1993 gab die Saxonia die Niederlassung in Kiel aus Personalmangel auf.
Im Zweiten Weltkrieg wurde die evangelische Heiligengeistkirche am 13. Dezember 1943 durch zwei Sprengbomben weitgehend zerstört. 

## Geschichte ab 1945
Das Abtragen der Kirchenreste erfolgte 1947. Die ebenfalls im Krieg stark beschädigten Klostermauern wurden wiederaufgebaut durch ein spendenfinanziertes Projekt vom Verein Studienhaus Kieler Kloster e. V. und mit der Unterstützung durch Professoren der theologischen Fakultät, insbesondere der Professoren Martin Redeker und Heinrich Rendtorff. So entstand 1950 das Theologische Studienhaus Kieler Kloster, das heute vom Verein Evangelische Studierendenheime in Kiel e. V. betrieben wird.
Zunächst lebten nur Klosterbrüder der theologischen Fakultät im Studienhaus. In den 1980er-Jahren wurde das Wohnheim für Studierende anderer Fakultäten und für Studentinnen geöffnet. Ausgrabungen in der ehemaligen Klosterkirche erschlossen 1984 zahlreiche mittelalterliche Gruften innerhalb der Fundamente, die zum Teil ausgemalt waren.
Das Kloster wurde 1994/1998 durch die Nordelbische Kirche restauriert. Seither werden die historischen Räume, das ehemalige Refektorium und ein Flügel des Kreuzgangs vom Kieler Klosterverein e. V. durch Veranstaltungen wie Ausstellungen und Konzerte der Öffentlichkeit zugänglich gemacht. Durch Spendenaktionen wurde die Umgebung als stadtgeschichtlicher Garten hergerichtet, im vereinfacht wiederaufgebauten Turm der Klosterkirche wurde 1999 ein aus 50 Bronzeglocken bestehendes Konzert-Carillon aus gestifteten Mitteln eingebaut.
2005 wurde ein von Karl-Henning Seemann geschaffenes Denkmal des Stadtgründers Adolfs IV. von Schauenburg, bestehend aus einer Statue, einem Memorial und einem Brunnen, beim Kloster aufgestellt. In der Sommerzeit wird im Garten das Kloster-Café betrieben. 2008 drohte kurzzeitig die Schließung des Studentenwohnheims als Einsparmaßnahme. Seitdem engagiert sich die St.-Nikolai-Gemeinde vermehrt im Haus. Weiterhin betont wird die Verbindung von interdisziplinärem Lernen und gelebtem Glauben.

## Bildmotiv
Eine Darstellung des Klosters wurde als Motiv auf dem Kieler Weihnachtsbecher 1999 verwendet.